# NGC 6429
NGC 6429 (również PGC 60770 lub UGC 10960) – galaktyka spiralna z poprzeczką (SBa), znajdująca się w gwiazdozbiorze Herkulesa. Odkrył ją Albert Marth 2 lipca 1864 roku.